# NATO-Streitkräftestruktur
Die NATO-Streitkräftestruktur (englisch: NATO Force Structure; NFS) besteht aus nationalen und multinationalen Kräften und Hauptquartieren der NATO-Mitgliedstaaten, die der NATO dauerhaft oder zeitweise unter bestimmten Bereitschaftskriterien zur Verfügung stehen.
Die NATO-Streitkräftestruktur umfasst somit alle der NATO zur Verfügung stehenden Kräfte mit Ausnahme der übergeordneten integrierten NATO-Kommandostruktur. Diese Kräfte werden durch eine Anzahl von Hauptquartieren geführt, die durch einzelne oder mehrere Nationen gemeinschaftlich gestellt werden. Sie führen die ihnen zugeordneten Kräfte.